# La Chute des espions, partie 2
La Chute des espions, partie 2 (Spyfall, Part 2) est le deuxième épisode de la douzième saison de la seconde série télévisée britannique Doctor Who. Il est diffusé le 5 janvier 2020 sur BBC One. En France, il est disponible sur france.tv à partir du 27 février 2020.
Il est précédé par l'épisode La Chute des espions, partie 1. Cet épisode est le point de départ de l'intrigue de l'Enfant intemporel, même si celle-ci était déjà sous-entendue dans Le Monument fantôme.

## Synopsis
Dans la dimension des Kasaavins, le Docteur rencontre la pionnière de l'informatique Ada Lovelace. Elle lui prend la main lorsqu'un Kasaavin apparaît, les transportant vers une exposition d'inventions en 1834, où elles rencontrent le Maître. Bien que le Maître connaisse le nom et les intentions des extraterrestres, le Docteur se rend compte qu'il ne les comprend pas pleinement quand il lui demande comment elle a échappé à leur dimension. Ada l'emmène à la résidence du savant érudit Charles Babbage. Le Docteur convoque un Kasaavin via une figurine identique à celle du bureau de Barton, dans l'espoir de revenir au XXIe siècle. Ada attrape soudain la main du Docteur alors qu'elle s'estompe et elles se rendent accidentellement à Paris pendant la Seconde Guerre mondiale. Elles sont secourues par l'espion britannique Noor Inayat Khan, bien que le Maître continue de les poursuivre, en se faisant passer pour un officier nazi grâce à l'utilisation d'un filtre de perception. Le Docteur rencontre le Maître au sommet de la tour Eiffel, où ce dernier révèle qu'il a fait tuer les espions par les Kasaavins afin d'attirer l'attention du Docteur et l’informe que Gallifrey a été détruite. Avec l'aide d'Ada et de Noor, le Docteur neutralise le filtre du Maître et les Nazis se retournent contre lui, pendant que le groupe utilise son TARDIS pour retourner dans le présent.
De retour dans le présent, avec l'aide d'une vidéo enregistrée par le Docteur, Ryan trouve des instructions pour faire atterrir l'avion en toute sécurité. Au moment où les compagnons débarquent, Barton les a signalés comme des personnes à suivre. Malgré cela, ils parviennent à voler l'une des voitures de Barton, qui les emmène dans un entrepôt contenant une figurine. S'exprimant lors d'une conférence, Barton révèle que le Kasaavin réécrira l'ADN de l'humanité pour utiliser sa capacité de stockage en tant que disques durs. Le Maître, forcé de vivre le 20e siècle sans son TARDIS, arrive à temps pour voir le dispositif de figurine s'activer, juste le temps qu'il échoue car le Docteur lui avait implanté un virus dans le passé. Juste avant que les Kasaavins retournent à leur dimension, le Docteur les informe de la trahison du Maître et ils l'emmènent avec eux pendant que Barton s'échappe de la conférence.
Après avoir mis en place le système pour que ses compagnons survivent à l'accident d'avion, le Docteur ramène Ada et Noor à leurs périodes respectives et s'efface de leurs souvenirs. Elle visite également les ruines de Gallifrey pour vérifier les propos du Maître. Elle y découvre un enregistrement de celui-ci avouant avoir détruit leur planète natale après avoir réalisé que leur compréhension de l'histoire de Seigneurs du Temps était un énorme mensonge basé sur "l'enfant intemporel". Alors qu’elle est de retour auprès de ses compagnons, ceux-ci lui demandent de leur expliquer qui elle est. Elle leur explique rapidement ce qu’elle croit être les principaux éléments de sa vie…

## Distribution
Sauf indication contraire, les informations mentionnées dans cette section peuvent être confirmées par la base de données cinématographiques IMDb,  présente dans la section « Liens externes ».
- Jodie Whittaker : Treizième Docteur
- Mandip Gill : Yasmin Khan
- Tosin Cole : Ryan Sinclair
- Bradley Walsh : Graham O'Brien
- Sacha Dhawan : Le Maître
- Lenny Henry : Daniel Barton
- Aurora Marion : Noor Inayat Khan
- Sylvie Briggs : Ada Lovelace
- Mark Dexter (en) : Charles Babbage
- Shobna Gulati (en) : Najia Khan
- Ravin J. Ganatra : Hakim Khan
- Bhavnisha Parmar : Sonya Khan
- Andrew Pipe : l'inventeur
- Tom Ashley : le travailleur à l'aéroport
- Kenneth Jay : Perkins
- Blanche Williams : la mère de Daniel Barton
- Andrew Burford : le mauvais garçon
- Helena Dennis : l'apprentie comédienne

## Réception critique

### Continuité
- Le Maître mentionne les événements de l'Observatoire de Jodrell Bank, qui ont conduit à la régénération du Quatrième Docteur dans Logopolis, en 1981 et aussi mentionné par le Onzième Docteur dans Le Prisonnier zéro en 2010.
- Le Maître dit être retourné sur Gallifrey, qui est toujours dans son univers de poche à la suite des événements du Jour du Docteur en 2013.
- Le Docteur attire l'attention du Maître à distance en lui envoyant 4 notifications répétés, semblables aux battements de tambours dont aux battements de cœurs d'un Seigneur du temps qui hantaient déjà le Maître dans les épisodes Utopia, Que tapent les tambours, Le Dernier Seigneur du temps et La Prophétie de Noël.